# Кузбаево
Кузбаево (баш. Ҡуҙбай) — деревня в Бураевском районе Республики Башкортостан Российской Федерации. Центр Кузбаевского сельсовета.

## География

### Географическое положение
Расстояние до:
- районного центра (Бураево): 12 км,
- ближайшей ж/д станции (Янаул): 56 км.

## История
Данное село было основано башкирами Эске-Еланской волости Казанской дороги на собственных вотчинных землях в 1708 году. По договору 1767 о припуске здесь поселились ясачные татары, перешедшие впоследствии в сословие тептярей.

## Население
| 2002 | 2009 | 2010 |
| ---- | ---- | ---- |
| 447  | ↗451 | ↘394 |

Согласно переписи 2002 года, преобладающая национальность — башкиры (94 %).

## Религия
В деревне есть мечеть.